# Anolis forbesi
Anolis forbesi е вид влечуго от семейство Dactyloidae.

## Разпространение
Този вид е разпространен в Мексико.